# Grondwetsherziening van 1848

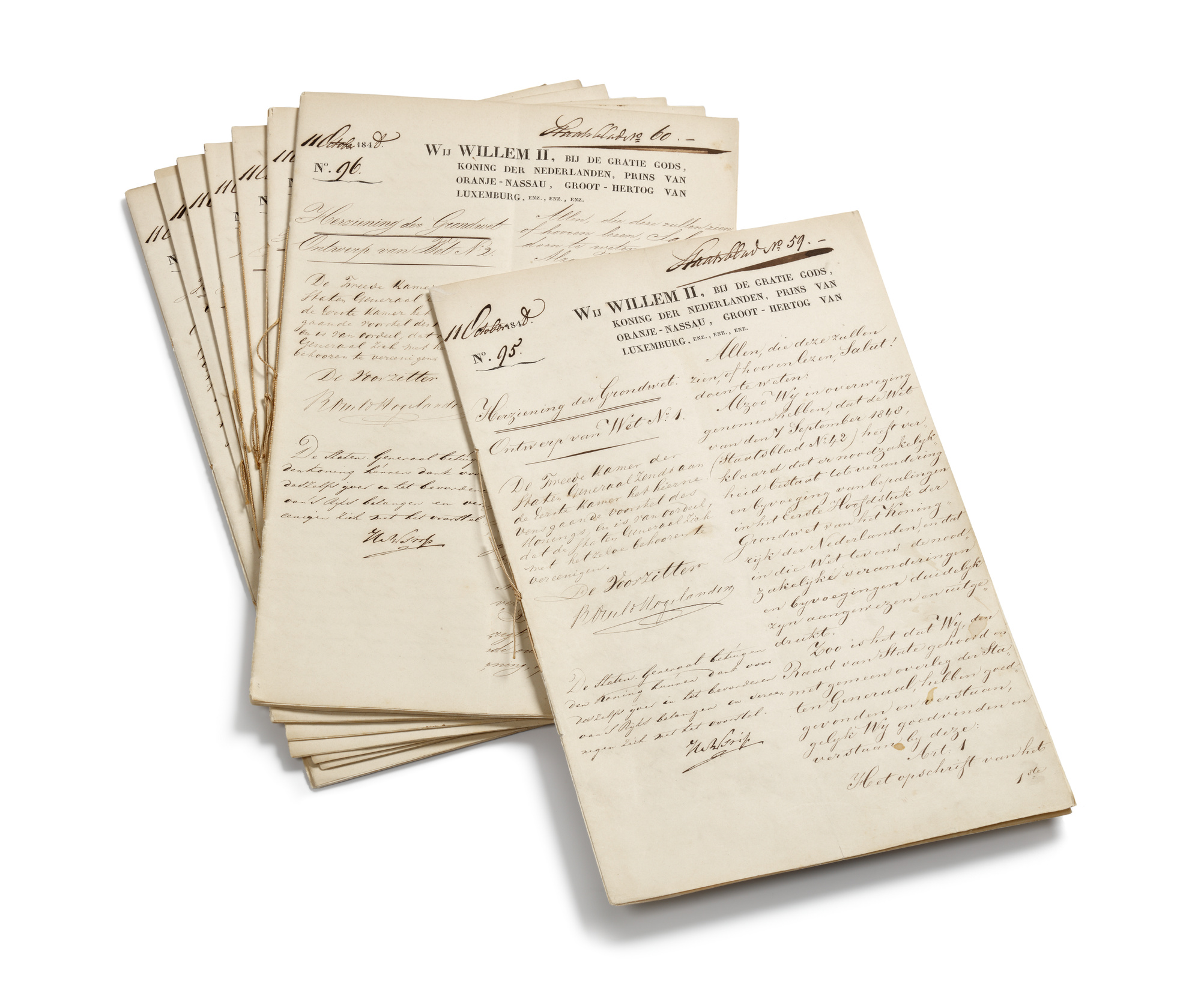
Archiefstukken van de grondwet van 1848

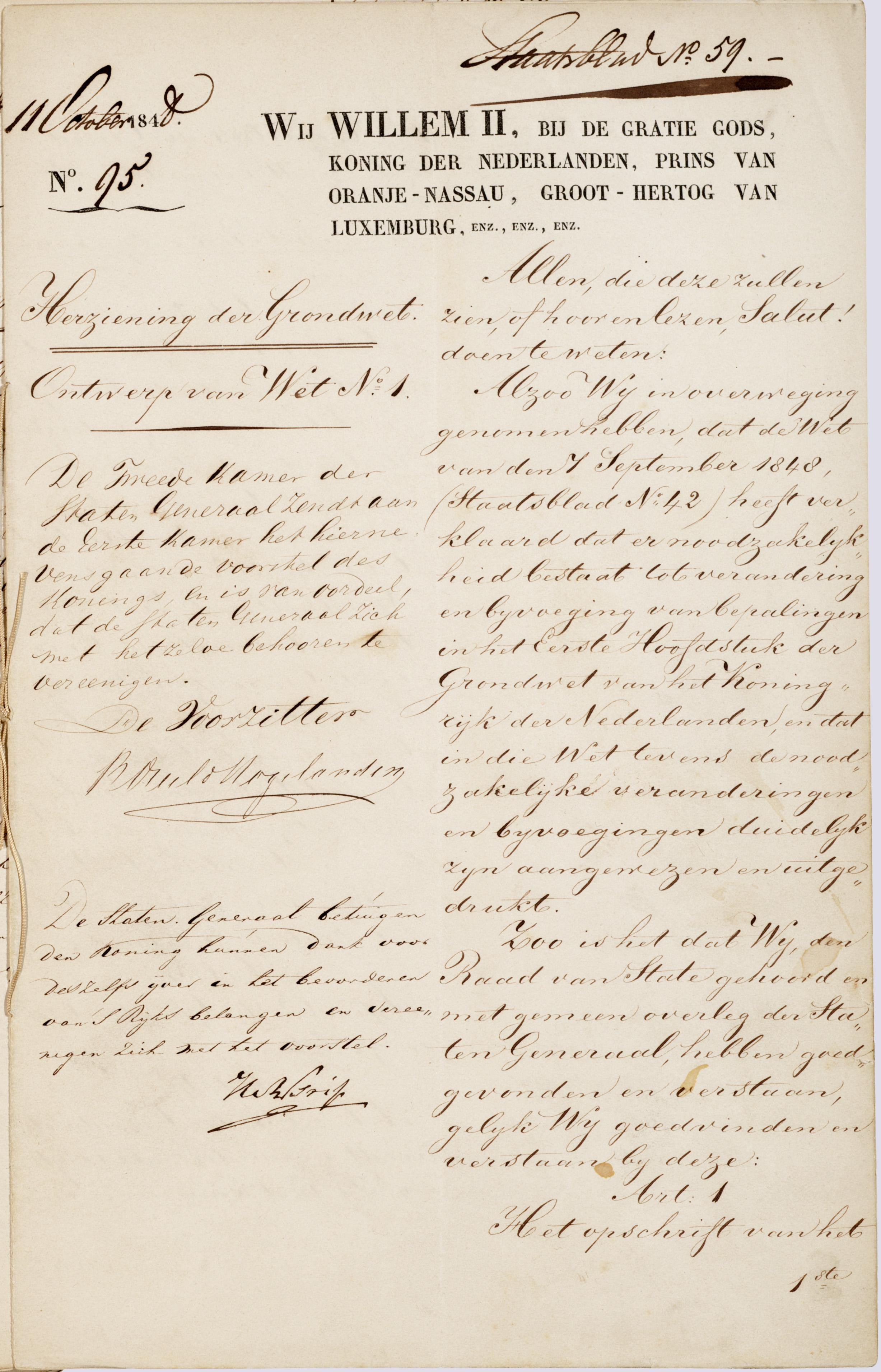
Voorblad van de grondwet van 1848

De Grondwetsherziening van 1848 legde de basis voor het huidige stelsel van parlementaire democratie in Nederland. Sinds deze herziening van de Nederlandse Grondwet is niet langer de Koning, maar zijn de ministers verantwoordelijk voor het beleid. De Tweede Kamer der Staten-Generaal kreeg veel meer invloed en werd bovendien door een (voorlopig nog beperkte) groep kiezers rechtstreeks gekozen.
De herziening was in zekere zin een vreedzame revolutie, waarbij Thorbecke en koning Willem II belangrijke rollen speelden. Op 17 maart 1848 benoemde koning Willem II een staatscommissie onder leiding van de liberale voorman Thorbecke, die de Grondwetsherziening moest voorbereiden. Het ontwerp van de commissie vormde de basis van de regeringsvoorstellen.
De Koning zorgde er daarna met minister Donker Curtius voor dat die voorstellen werden aangenomen door de in meerderheid nog conservatieve Kamers. Op 3 november 1848 kon de nieuwe Grondwet worden afgekondigd.

## Achtergrond

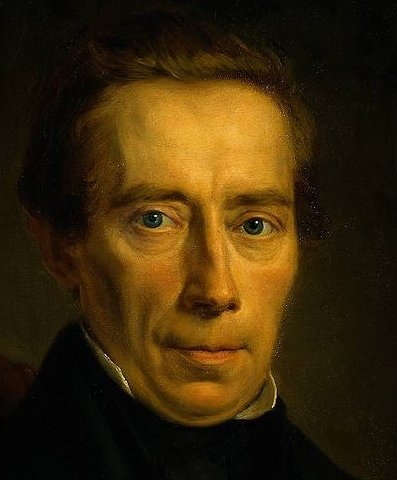
Johan Rudolph Thorbecke
Geportretteerd, circa 1852, door Johan Heinrich Neuman

In 1844 vroeg de Tweede Kamer aan de koning om een Grondwetsherziening, maar dat weigerde hij. Daarop namen negen Kamerleden, de Negenmannen het initiatief. Zij dienden onder leiding van Thorbecke wetsvoorstellen in om rechtstreekse verkiezing van de Tweede Kamer in te voeren en eisten ministeriële verantwoordelijkheid. De Koning reageerde hierop met de uitspraak: "Als men het schavot voor Mijne oogen oprigt, zal ik het schavot beklimmen, en mijn hoofd geven, liever dan te onderteekenen". Het voorstel kwam niet door de Eerste Kamer, die voltallig door de Koning was benoemd. De Eerste Kamer stelde dat elke grondwetswijziging van de Koning uit diende te gaan. In 1845 strandde het voorstel tevens in de Tweede Kamer.
In de troonrede van 1847 kondigde de Koning een Grondwetsherziening aan en begin 1848 werden 27 voorstellen ingediend. Die hadden staatsrechtelijk te weinig betekenis en het regeringsstelsel bleef zodoende grotendeels hetzelfde.
De Grondwetsherziening van 1848 werd echter geïnitieerd en sterk beïnvloed door de revolutionaire gebeurtenissen in Europa in het zogenaamde 'revolutiejaar 1848'. In januari 1848 brak in het Koninkrijk der Beide Siciliën de eerste revolutie van dat roerige jaar uit, die oversloeg naar Duitse staten als Baden en Pruisen, maar ook naar Keizerrijk Oostenrijk, Hongarije en Frankrijk.
In Den Haag werden fakkeltochten naar de koninklijke paleizen georganiseerd om op hervorming aan te dringen. Gegrepen door het revolutionaire Europa werd de geschrokken koning hierdoor volgens eigen zeggen in één nacht van uiterst conservatief uiterst liberaal. Willem II nodigde de Tweede Kamervoorzitter, Boreel van Hogelanden, uit om de mening van de Tweede Kamer over een gewenste Grondwetsherziening te geven. De ministers wisten niets van deze stap van de koning en vroegen ontslag.
Er kwam nu een nieuwe ministersploeg, waarbij de gezant in Londen, Schimmelpenninck, als formateur optrad. Op 17 maart werd tevens een grondwetscommissie benoemd. Sommige leden daarvan waren tevens minister. De voorzitter van de commissie, Thorbecke, was dat echter niet. Bovendien bleek minister-president Schimmelpenninck heel andere ideeën te hebben, dan de commissieleden.

## Grondwetscommissie

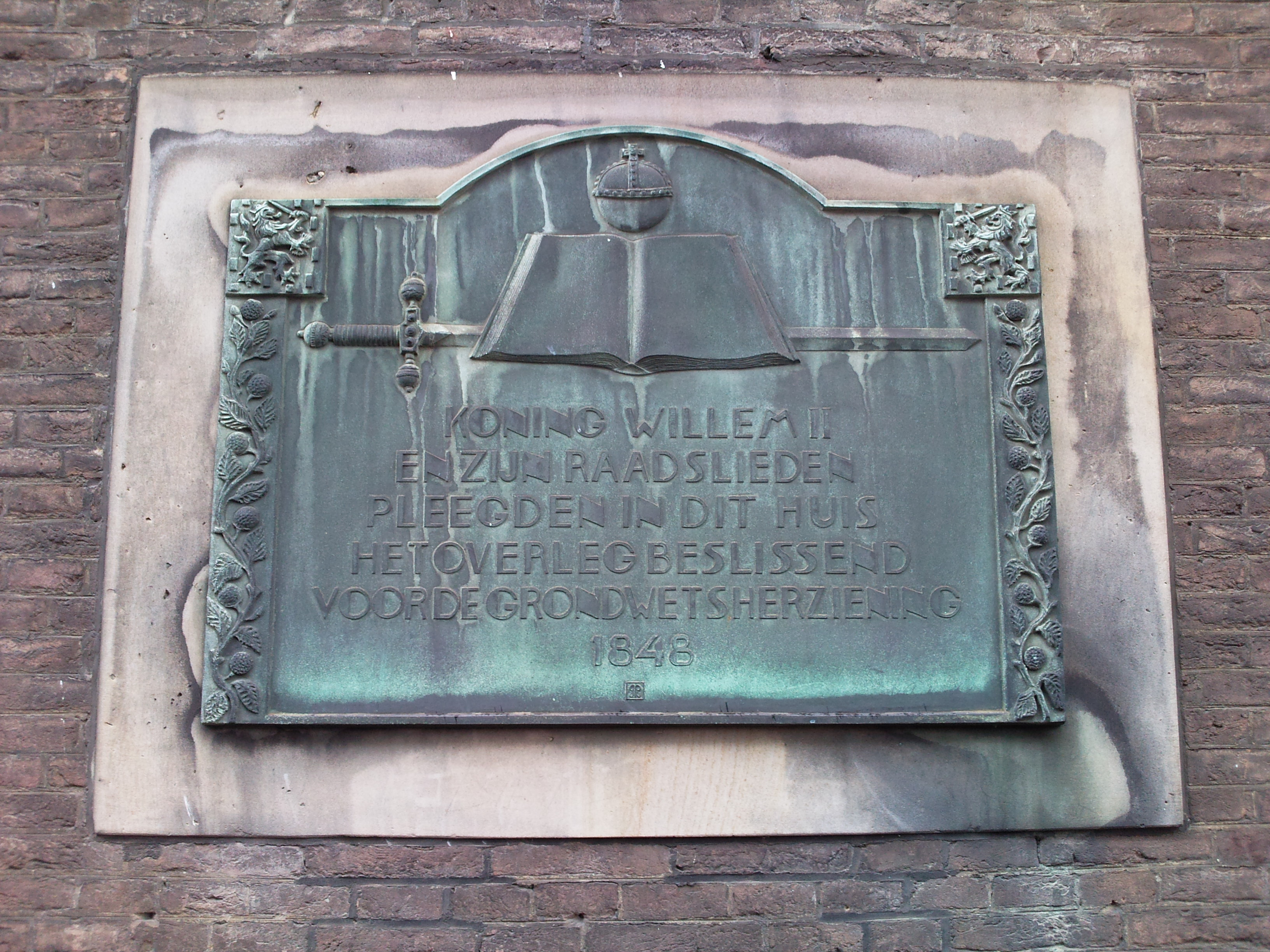
Gedenkteken in de zijgevel van paleis Kneuterdijk ter herinnering aan de beraadslagingen

De Grondwetscommissie bestond uit Johan Rudolph Thorbecke, Dirk Donker Curtius, De Kempenaer, Lodewijk Caspar Luzac en Lambertus Dominicus Storm. Donker Curtius en Luzac waren tevens minister; De Kempenaer werd dat in mei 1848.
De commissie was op 11 april 1848 gereed met haar werkzaamheden. De voorstellen gingen deels verder dan hetgeen de conservatieve Tweede Kamer wilde. Zo stelde de commissie voor de Tweede Kamer, maar ook gemeenteraden en Provinciale Staten, rechtstreeks te laten kiezen door burgers die een bepaald bedrag aan belasting betalen. De Eerste Kamer moest volgens de commissie worden afgeschaft. De Tweede Kamer wilde dit niet. Het compromis was dat de Eerste Kamer bleef bestaan en zou worden gekozen door de Provinciale Staten.
De ministers konden niet allemaal instemmen met de voorstellen van de commissie-Thorbecke. Vooral Schimmelpenninck en de conservatieve ministers van Oorlog en Marine hadden bezwaren. Schimmelpenninck wilde dat de Koning meer macht zou houden en dat die bijvoorbeeld de Eerste Kamerleden zelf mocht blijven benoemen. De meerderheid deelde die opvattingen niet. Schimmelpenninck en minister Nepveu van Oorlog traden daarom af. Donker Curtius werd nu de belangrijkste minister.

## Wetsvoorstellen
Op 19 juni 1848 werden de 12 wetsvoorstellen aan de Tweede Kamer aangeboden. Ten opzichte van de voorstellen van de grondwetscommissie werden enkele wijzigingen aangebracht. Zo mocht het ministersambt gecombineerd worden met het lidmaatschap van de Tweede Kamer en kregen afgestudeerden aan een universiteit niet automatisch het kiesrecht. De hoofdlijnen bleven echter overeind.

## Parlementaire behandeling
Tijdens de parlementaire behandeling vond nog een belangrijke wijziging plaats. Vanwege bezwaren uit de Tweede Kamer schrapte de regering het voorstel om de Eerste Kamer rechtstreeks te laten kiezen. In plaats daarvan kwam er een getrapte verkiezing door de Provinciale Staten.
Alle voorstellen werden hierna door de Tweede Kamer goedgekeurd. Ook de uiterst conservatieve Eerste Kamer stemde in. Daarbij was wel de nodige druk gebruikt. Bovendien waren enkele conservatieve leden door de regering vervangen door hervormingsgezinden. Pas nadat eerst de stemmen hebben gestaakt, was er een meerderheid. De Koning wist één lid, Arnoud Willem van Brienen van de Groote Lindt, van mening te laten veranderen, waardoor in de Eerste Kamer bij een tweede stemming alsnog de kleinst mogelijke meerderheid vóór was.
De tweede lezing moest plaatsvinden in de Dubbele Tweede Kamer. Er werden hiertoe naast de 58 zittende leden nog eens 58 leden gekozen. Alle voorstellen kregen vervolgens de vereiste driekwart meerderheid. In de Eerste Kamer stemden dezelfde leden als bij de eerste lezing over de voorstellen. Wederom had de Koning nieuwe leden benoemd, en ook in de Senaat was er een meerderheid vóór de Grondwetsherziening.

## Reactie van koning Willem III
Kroonprins Willem keerde zich in 1848 tegen het besluit van zijn vader om een liberale Grondwet in te voeren. Bovendien verzocht hij op 19 oktober 1848 schriftelijk aan Koning Willem II hem afstand te verlenen van zijn rechten als prins van Oranje en als erfgenaam der Kroon. De Koning weigerde dit verzoek. Na het overlijden van Willem II op 17 maart 1849 werd Koning Willem III naar eigen zeggen geconfronteerd met de nieuwe Grondwet: de bepalingen daarin hadden hem de handen gebonden. Hij droeg daarvoor geen verantwoording, daar hij in 1848 als Prins van Oranje daarover niet gekend was, die Grondwet bij zijn troonsbeklimming zo had gevonden en had moeten bezweren, en daardoor in deze weinig vermocht. 
Willem III distantieerde zich tijdens de audiëntie op 15 april 1853 in het openbaar van de grondwet van 1848. Hij wist dat de ministers zijn toch wat als klaagzang overkomende 'kritiek' op de Grondwet niet konden verdedigen en dat hij hen daarmee in een onmogelijke positie bracht. Waarschijnlijk hoopte de koning dat hij zich met hulp van de Aprilbeweging zou kunnen bevrijden van (de beperkingen opgelegd door) de Grondwet. De ironie wil echter dat hun opvolgers onder Van Hall de liberale grondwet niet wilden of durfden te wijzigen.
Willem III keerde zich vervolgens in 1853 openlijk tegen het herstel van de rooms-katholieke kerkelijke hiërarchie in Nederland en negeerde daarbij de door het kabinet opgestelde reactie. De conflicten tussen Koning Willem III en de liberalen in de Tweede Kamer hielden tot de dood van de koning in 1890 aan. In 1867 leidde de Luxemburgse kwestie nog wel tot de staatsrechtelijk belangrijke vertrouwensregel. Vanaf dat moment zou geen enkel kabinet meer tegen de wens van een Kamermeerderheid (kunnen) blijven zitten.

## De Grondwetsherziening
De belangrijkste wijzigingen waren:
- invoering van de politieke ministeriële verantwoordelijkheid: de ministers zijn verantwoordelijk, de Koning is onschendbaar;
- rechtstreekse verkiezing van Tweede Kamer, gemeenteraden en Provinciale Staten op grond van het censuskiesrecht;
- verkiezing van de Eerste Kamer door de Provinciale Staten, die per provincie alleen uit de rijksten kunnen kiezen;
- openbaarheid van vergaderingen van alle vertegenwoordigende lichamen;
- mogelijkheid om de Kamers te ontbinden en nieuwe verkiezingen uit te schrijven;
- invoering van het recht van amendement voor de Tweede Kamer;
- verlening van het recht van onderzoek (enquête) aan de Tweede Kamer;
- invoering van een inlichtingenrecht voor beide Kamers, waardoor interpellaties mogelijk worden;
- de begroting wordt ieder jaar in plaats van tweejaarlijks vastgesteld en ook daarbij geldt het recht van amendement;
- het parlement krijgt meer invloed op het koloniale beleid: jaarlijks moet een koloniaal verslag worden uitgebracht en de Koning heeft niet langer alleen het opperbestuur;
- vrijheid van onderwijs;
- vrijheid van vereniging en vergadering;
- vrijheid van meningsuiting;
- vrijheid van drukpers;
- de Koning heeft geen invloed meer op besluiten van de Kerk;
- een andere procedure voor herziening van de Grondwet: na aanneming van een wijzigingsvoorstel worden verkiezingen voor Tweede en Eerste Kamer gehouden, waarna de nieuw gekozen Kamers met tweederdemeerderheid over dat voorstel beslissen.